# Sulaiman Hamad
Sulaiman Hamad, (* 19. května 1994 v Džiddě, Saúdská Arábie) je saúdskoarabský zápasník–judista. Jeho osobním trenérem je Mamdouh Nemer. Na mezinárodní scéně se objevuje s přestávkami od roku 2011. V roce 2016 dosáhl na asijskou kontinentální kvótu pro účast na olympijských hrách v Riu, kde vypadl v úvodním kole. Na olympijské hry se připravoval ve Španělsku a Maďarsku. Na zahajovácím ceremoniálu olympijských her v Riu nesl vlajku své země.